# Carlo Castelli (arcivescovo)
Carlo Castelli (Gorla Minore, 20 marzo 1863 – Fermo, 8 febbraio 1933) è stato un arcivescovo cattolico italiano.

## Biografia
Nacque a Prospiano, frazione di Gorla Minore, oggi in provincia di Varese e arcidiocesi di Milano, il 20 marzo 1863 da Dionigi e Angela Mari.

### Formazione e ministero sacerdotale
Nell'anno scolastico 1868-1869 si iscrisse presso le scuole elementari del Collegio "Rotondi" a Gorla Minore. Il 4 novembre 1875 vestì l'abito clericale ed entrò nel seminario minore di San Pietro martire a Seveso, dove completò il ginnasio. Frequentò i corsi filosofici a Monza e quelli teologici a Milano.
Il 22 settembre 1885 fu ordinato presbitero e il giorno seguente celebrò la prima messa nella chiesa di Prospiano.
Dopo l'ordinazione fu nominato direttore spirituale del Collegio "De Filippi" di Arona. Dal 1894 ricoprì lo stesso ruolo presso il seminario minore a Seveso. A partire dall'anno scolastico 1895-1896 fu direttore del neonato collegio "Sant'Ambrogio" di Porlezza.
Nel 1901 fu nominato prevosto della basilica di San Giovanni Battista a Busto Arsizio e vicario foraneo dell'omonima pieve.

### Ministero episcopale

#### Vescovo di Bobbio
Il 14 novembre 1904 papa Pio X lo nominò vescovo di Bobbio; succedette a Pasquale Morganti, nominato arcivescovo metropolita di Ravenna. Il 7 dicembre successivo ricevette l'ordinazione episcopale, con il vescovo Giovanni Mauri, nella basilica di Sant'Ambrogio a Milano, dal cardinale Andrea Carlo Ferrari, coconsacranti l'arcivescovo Pasquale Morganti e il vescovo Francesco Ciceri.
A causa del mancato regio exequatur prese possesso della diocesi bobbiese soltanto l'8 dicembre 1905, a un anno dall'ordinazione.
Nel 1906 diede avvio alla visita pastorale.

#### Arcivescovo di Fermo
Il 14 luglio 1906 lo stesso papa lo nominò arcivescovo metropolita di Fermo; succedette a Roberto Papiri, deceduto il 31 marzo precedente. L'8 dicembre seguente prese possesso dell'arcidiocesi.
Tra le tante opere, il suo nome resta legato alla fondazione del ricreatorio "San Carlo" di Fermo, così chiamato sia in onore suo, che ne volle la nascita, sia di San Carlo Borromeo.
Tra il 1929 e il 1931 ricoprì il ruolo di amministratore apostolico di Ancona e Numana.
Morì l'8 febbraio 1933 a Fermo; dopo le esequie venne sepolto nella cripta della cattedrale di Fermo.

## Genealogia episcopale e successione apostolica
La genealogia episcopale è:
- Cardinale Scipione Rebiba
- Cardinale Giulio Antonio Santori
- Cardinale Girolamo Bernerio, O.P.
- Arcivescovo Galeazzo Sanvitale
- Cardinale Ludovico Ludovisi
- Cardinale Luigi Caetani
- Cardinale Ulderico Carpegna
- Cardinale Paluzzo Paluzzi Altieri degli Albertoni
- Papa Benedetto XIII
- Papa Benedetto XIV
- Papa Clemente XIII
- Cardinale Marcantonio Colonna
- Cardinale Giacinto Sigismondo Gerdil, B.
- Cardinale Giulio Maria della Somaglia
- Cardinale Carlo Odescalchi, S.I.
- Cardinale Costantino Patrizi Naro
- Cardinale Lucido Maria Parocchi
- Cardinale Andrea Carlo Ferrari
- Arcivescovo Carlo Castelli, O.SS.C.A.

La successione apostolica è:
- Cardinale Luigi Capotosti (1908)
- Arcivescovo Augusto Curi (1919)
- Vescovo Massimiliano Massimiliani (1931)